# Plagiopholis unipostocularis
Plagiopholis unipostocularis är en ormart som beskrevs av Zhao, Jiang och Huang 1978. Plagiopholis unipostocularis ingår i släktet Plagiopholis och familjen snokar. Inga underarter finns listade i Catalogue of Life.
Arten beskrevs efter ett exemplar från provinsen Yunnan i Kina. IUCN kategoriserar arten globalt som otillräckligt studerad. Plagiopholis unipostocularis listas inte längre som art av The Reptile Database. Den infogas istället som synonym i Plagiopholis blakewayi.